# Nederländerna i olympiska vinterspelen 1994
Nederländerna deltog med 21 deltagare vid de olympiska vinterspelen 1994 i Lillehammer. Totalt vann de en silvermedalj och tre bronsmedaljer.

## Medaljer

### Silver
- Rintje Ritsma - Skridskor, 1 500 meter.

### Brons
- Rintje Ritsma - Skridskor, 5 000 meter.
- Falko Zandstra - Skridskor, 1 500 meter.
- Bart Veldkamp - Skridskor, 10 000 meter.